# دييغو إسترادا
دييغو إسترادا (بالإسبانية: Diego Estrada)‏ هو منافس ألعاب قوى مكسيكي، ولد في 1 يونيو 1989 في ميتشواكان في المكسيك.

## وصلات خارجية
- دييغو إسترادا على موقع الاتحاد الدولي لألعاب القوى (الإنجليزية)
- دييغو إسترادا على موقع الدوري الماسي (الإنجليزية)
- دييغو إسترادا على موقع TFRRS.org (الإنجليزية)
- دييغو إسترادا على موقع رابطة إحصائيات سباق الطريق (الإنجليزية)
- دييغو إسترادا على موقع اللجنة الأولمبية الدولية (الإنجليزية)
- دييغو إسترادا على موقع أوليمبيديا (الإنجليزية)